# Artur Berger
Artur Berger, auch Arthur Berger und nach der Emigration Artur Semenovic oder Semenowitsch (* 27. Mai 1892 in Wien; † 11. Januar 1981 in Moskau) war ein österreichischer Filmarchitekt und Szenenbildner. Während seiner Schaffenszeit in Österreich von 1920 bis 1936 war er für rund 30 Spielfilme tätig. Danach wanderte er nach Moskau in die Sowjetunion aus, wo er bis um 1970 weiterhin Filme ausstattete.

## Leben und Wirken
Artur Berger wurde 1892 als Sohn der jüdischen Eltern Simon, der Privatbeamter war, und Pauline Berger (geb. Beran) in Wien geboren. Er besuchte die Graphische Lehr- und Versuchsanstalt sowie von 1911 bis 1915 die Hochschule für angewandte Kunst in Wien, wo er von den angesehenen Jugendstilarchitekten Josef Hoffmann und Oskar Strnad ausgebildet wurde. 1919 trat er aus der Israelitischen Kultusgemeinde aus.
Artur Berger arbeitete zunächst mit seinem Bruder Josef Berger und mit Martin Ziegler am Wohnbauprogramm des Roten Wien mit, wechselte aber 1920 zur Sascha-Film, um als Architekt für Kulissen und Filmbauten zu arbeiten. Für die Regisseure Michael Curtiz und Alexander Korda gestaltete er dort deren Monumentalfilme Prinz und Bettelknabe (1920), Der junge Medardus (1923), Harun al Raschid (1924), Die Sklavenkönigin (1924) und Salammbô (1924) mit. Häufig arbeitete er mit Emil Stepanek und Julius von Borsody zusammen. Ab Mitte der 1920er Jahre war er jedoch fast nur noch für belanglose Melodrame und Unterhaltungsfilme tätig. 1926 stattete er Die Pratermizzi aus, 1927 zeichnete er noch einmal für die Kulissen und Bauten einer Erfolgsproduktion verantwortlich: Café Elektric von Gustav Ucicky.
Im Jahr 1932 inszenierte er einen Wahlwerbefilm für die Landtagswahl der Sozialdemokraten: Die vom 17er Haus. Verwendet wurde das Selenophon-Tonverfahren. Der sozialutopische Film spielt im Jahr 2032, in dem zahlreiche Wolkenkratzer mit Glasfassaden den Stephansdom umgeben. Um diese Schreckensvision einer lebensunwerten Stadt nicht eintreten zu lassen, sollten die Wiener gemäß dem Wahlspruch am Ende des Films handeln: „Seid gescheit! Das rote Wien siegt! Wählt sozialdemokratisch!“. Neben Rossaks Mr. Pims Europareise war dies nur einer von zwei von der städtischen Kinobetriebsagentur (Kiba) hergestellten sozialdemokratischen Werbefilmen und zugleich der letzte vor dem Verbot der Partei im Österreichischen Ständestaat.
Im Jahr 1933 war Berger Mitbegründer des Lehrinstituts für Tonfilmkunst in Wien, wo er auch unterrichtete. Er war auch Mitglied des Österreichischen Werkbundes und des Bundes österreichischer Künstler bzw. der Kunstschau/Sonderbund deutschösterreichischer Künstler. 1936, als in Österreich auf wirtschaftlichen und politischen Druck aus dem nationalsozialistischen Deutschland dessen Arbeitsverbot für Juden und jüdischstämmige Personen in der Filmwirtschaft übernommen wurde, emigrierte Artur Berger über Prag und Paris nach Moskau, wo er unter dem Pseudonym Artur Semenowitsch vorerst bei den Meschrabpom-Filmstudios weiterhin für den Film arbeitete.
Artur Berger hatte drei allesamt als Architekten in Österreich, Russland und Taschkent tätige Söhne sowie eine Tochter.
Seine Schwestern Fritzi und Hilde Berger betrieben in Wien den Modesalon „Schwestern Berger“. Fritzi Berger war wie Artur Berger zeitweise entwerferisch für die Wiener Werkstätte tätig.

## Filmografie
- 1920: Prinz und Bettelknabe
- 1921: Der tote Hochzeitsgast
- 1921: Wege des Schreckens
- 1922: Der Marquis von Bolibar
- 1923: Namenlos
- 1923: Der junge Medardus
- 1924: Harun al Raschid
- 1924: Die Sklavenkönigin
- 1924: Salambo
- 1925: Das Spielzeug von Paris
- 1926: Die Brandstifter Europas
- 1927: Die Pratermizzi
- 1927: Die Beichte des Feldkuraten
- 1927: Café Elektric
- 1927: Tingel-Tangel
- 1928: Andere Frauen
- 1928: Kaiserjäger
- 1928: Die Lamplgasse
- 1928: Liebe im Mai
- 1928: Das Schicksal derer von Habsburg
- 1929: Die weiße Nacht
- 1929: Champagner
- 1929: Revolution der Jugend
- 1929: Nachtlokal (nur Co-Drehbuch)
- 1929: Hingabe
- 1931: Die große Liebe
- 1931: Der Fall des Generalstabs-Oberst Redl
- 1932: Lumpenkavaliere
- 1932: Die vom 17er Haus
- 1933: Großfürstin Alexandra
- 1933: Abenteuer am Lido
- 1934: Karneval und Liebe
- 1935: Letzte Liebe
- 1935: Bretter, die die Welt bedeuten
- 1935: Hoheit tanzt Walzer
- 1935: Tagebuch der Geliebten
- 1936: Heut’ ist der schönste Tag in meinem Leben
- 1939: Oschibka inschenera Kochina
- 1941: Swinarka i pastuch
- 1943: Warte auf mich
- 1956: Geheimnis der ewigen Nacht
- 1973: Tschelowek w schtazkom

## Auszeichnungen
- 1968: „Verdienter Künstler der Sowjetunion“